# Under Grand Hotel
Under Grand Hotel (アンダーグラウンドホテル上) est un manga yaoi de Mika Sadahiro publié de 2003 à 2005 au Japon par Sanwa Shuppan. La version française est publiée par Taifu Comics en 2011.

## Résumé
L’histoire se passe en huis clos dans une prison située sous terre, complètement coupée du reste du monde, nommée « Under Ground Hotel », et renommé avec ironie par ses résidents « Under Grand Hotel ». Le héros, Sen Owari, est le seul japonais de la prison, et il s’y retrouve pour le meurtre d’un homme. Dans cette prison, il fait bien vite la rencontre de Swordfish, un grand basané dreadeux originellement boss d’un gang de dealer à Brooklyn, qui s’est imposé comme l’un des chef à l’intérieur du microcosme de la prison, gérant pas mal des trafics internes de drogue, entre autres. Qui dit prison d’homme dit aussi relations homosexuelles, même si Swordfish se présente comme étant « bi » et « détestant les gays ».